# Johan Betulander
Johan Betulander, född 1733, död 27 mars 1810, var en svensk borgmästare, riksdagsledamot och politiker.

## Biografi
Johan Betulander föddes 1733 och arbetade som rådman i Torshälla stad. Han blev 1765 postmästare i Torshälla stad och var riksdagsman för borgarståndet vid riksdagen 1769–1770 och riksdagen 1771–1772. Betulander slutade som postmästare 1776 och var riksdagsman för borgarståndet vid riksdagen 1789. Han blev 1796 borgmästare i Torshälla stad och avled 1810. 

### Familj
Betulander var gift med Maria Katarina Björnström.